# جزيرة كوفونيسي
جزيرة كوفونيسي (باليونانية: Κουφονήσι) واسمها في العصور القديمة Leuce. هي جزيرة يونانية غير مأهولة، تقع على بعد 5.6 كم ما يعادل 3 أميال بحرية جنوب رأس جوديرو على ساحل لاسيثي، شرق جزيرة كريت، في البحر الليبي. يبلغ طول الجزيرة حوالي 6 كيلومترات ما يعادل4 أميال وعرضها 5.5 كيلومترات مايعادل 3.4 ميل. تبلغ مساحتها الكاملة 5.25 كيلومتر مربع مايعادل 2.03 ميل مربع. وهي تقع قريبة من مجموعة الجزر ماكرولو ومارمارو وسترونجيلي وتراخيلوس. خلال فصل الصيف، تتم زيارة الجزيرة بواسطة قوارب سياحية من ميناء ماكري جيالوس على بعد حوالي 18 كم مايعادل 11 ميلا. كما تم تصنيف كوفونيسي والجزر المجاورة لها كمنطقة طيور مهمة (IBA) من قبل منظمة "بيرد لايف الدولية" لأنها تدعم مجموعة من صقور إليونورا.

## التاريخ
تغطي الآثار القديمة الجزيرة ويمكن تأريخها من الحضارة المينوية وعصر ما بعد البيزنطية عندما تم استخدام بعض الكهوف كمصليات صغيرة أثناء العهد العثماني. نظرا لثروة علم الآثار، وصفت الجزيرة بلقب "ديلوس". توجد أطلال رومانية في الجزيرة بما في ذلك مسرح يتسع ل 1000 شخص ومعبد وفيلا من ثماني غرف وعدد من المنازل ربما منازل الصيادين في ذلك الوقت . هناك أيضا بقايا تمثال إله في المعبد.

## الجغرافية
الصيد الإسفنجي والصبغة الأرجوانية في العصور القديمة ، كانت موقعاً مهما لصيد الأسماك بالإسفنج ولإنتاج صبغة أرجوانية مصنوعة من بطنيات الأقدام، وكانت الصبغة الأرجوانية سلعة ثمينة في اليونان القديمة وكانت تستحق وزنها بالفضة الخالصة. 